# Heinz Hesdörffer
Heinz (Heinrich Ludwig) Hesdörffer (geboren am 30. Januar 1923 in Bad Kreuznach; gestorben am 3. Mai 2019 in Frankfurt am Main) war ein Überlebender der Judenvernichtung im NS-Staat und Zeitzeuge.

## Leben
Hesdörffer wurde 1923 als Sohn des Schokoladen- und Zuckerwarenfabrikanten Karl Hesdörffer (1882–1934) und dessen Ehefrau Johanna (geb. 1887) in Bad Kreuznach geboren. Im Frühjahr 1938 musste er als Jude das Bad Kreuznacher Gymnasium verlassen und besuchte bis zum 30. März 1939 die jüdische Schule Philanthropin in Frankfurt am Main. Während der Novemberpogrome 1938 wurden die väterliche Fabrik und das Wohnhaus der Familie in Bad Kreuznach zerstört. Der Sechzehnjährige floh 1939 in die Niederlande; seine Mutter und später sein jüngerer Bruder Ernst Jakob (geb. 18. April 1926) wurden 1942 deportiert und ermordet.
Im März 1943 wurde er im Durchgangslager Westerbork interniert, im Februar 1944 nach Theresienstadt, und drei Monate später nach Auschwitz-Birkenau deportiert. Dort kam Hesdörffer zunächst in das Theresienstädter Familienlager (B.II.b). Im Juli 1944 erfolgte seine Verlegung in das KZ-Außenlager Schwarzheide, dessen Insassen Zwangsarbeit beim Wiederaufbau des zerstörten Hydrierwerks der BRABAG (Braunkohle-Benzin-AG) leisten mussten. Mitte April 1945 wurde er ins KZ Sachsenhausen verlegt. Am 21. April begann ein Todesmarsch von etwa 18.000 Häftlingen aus Sachsenhausen Richtung Nordwesten. Am 2. Mai 1945 befreiten sowjetische Truppen die Überlebenden in Grabow-Below, wo sich heute eine Gedenkstätte befindet.
1947 emigrierte Hesdörffer nach Südafrika und baute sich dort eine Existenz als Kaufmann auf. 1954 heiratete er Lotte Mayer; das Paar hat einen Sohn. 2009 kehrte er nach Frankfurt am Main zurück. Im hohen Alter engagierte er sich als Zeitzeuge. 2013 drehte er zusammen mit Jugendlichen den Film Schritte ins Ungewisse.
Heinz Hesdörffer starb am 3. Mai 2019 in Frankfurt am Main.

## Auszeichnungen
Am 14. Dezember 2018 wurde Hesdörffer für sein Lebenswerk mit dem Bundesverdienstkreuz am Bande ausgezeichnet.